# Walter Meeuws
Walter Meeuws (n. Gierle, Bélgica, 11 de julio de 1951) es un exfutbolista y actual entrenador belga, que jugaba de defensa y militó en diversos clubes de Bélgica y Holanda. En la temporada 1992-93, fue premiado como el mejor entrenador belga de esa temporada.

## Selección nacional
Con la Selección de fútbol de Bélgica, disputó 46 partidos internacionales. Incluso participó con la selección belga, en una sola edición de la Copa Mundial. La única participación de Meeuws en un mundial, fue en la edición de España 1982. donde su selección quedó eliminado, en la segunda fase de la cita de España. También participó en una sola edición de la Eurocopa y fue en la edición de Italia 1980, cuando su selección perdió la Final de Roma, ante su similar de Alemania.

### Participaciones en Copas del Mundo
| Mundial                        | Sede   | Resultado    |
| ------------------------------ | ------ | ------------ |
| Copa Mundial de Fútbol de 1982 | España | Segunda Fase |

### Participaciones en Eurocopas
| Mundial       | Sede   | Resultado  |
| ------------- | ------ | ---------- |
| Eurocopa 1980 | Italia | Subcampeón |

## Clubes
| Club               | País         | Año       |
| ------------------ | ------------ | --------- |
| Racing de Mechelen | Bélgica      | 1970-1972 |
| K Beerschot VAC    | Bélgica      | 1972-1978 |
| Club Brujas        | Bélgica      | 1978-1981 |
| Standard Lieja     | Bélgica      | 1981-1984 |
| Ajax               | Países Bajos | 1981-1984 |
| Racing de Mechelen | Bélgica      | 1984-1987 |